# Вальберг, Вальтер
Ва́льтер Вальдемар Ва́льберг (швед. Walter Waldemar Wallberg; род. 24 марта 2000, Bollnäs church parish, Евлеборг) — шведский фристайлист, специализирующийся в могуле, олимпийский чемпион 2022 года, чемпион мира среди юниоров 2018 года, призёр этапов Кубка мира.

## Карьера
Вальтер вырос в Болльнесе и встал на лыжи в возрасте двух лет. В январе 2015 года он впервые стартовал на этапе Кубка Европы и финишировал сначала 26-м, а во втором спуске на 7 месте. На чемпионате мира среди юниоров 2015 года в Кьезе он стал 28-м в могуле и 11-м в парном могуле. 12 декабря 2015 года дебютировал на Кубке мира в Руке. В апреле 2016 года на чемпионате мира среди юниоров в Оре он завоевал серебряную медаль в соревнованиях по могулу и занял шестое место в парном могуле.
В сезоне 2016/17 годов шведский лыжник впервые поднялся на подиум на этапе Кубка мира. В апреле 2017 года он стал чемпионом Швеции в парном могуле, а на чемпионате мира среди юниоров 2017 года в Кьезе занял шестое место в могуле и четвёртое в парном могуле. FIS по итогам сезона объявила его новичком года.
В 2018 году Вальтер принял участие в Олимпийских играх в Южной Корее, где занял 21-е место в соревнованиях по могулу. Через несколько недель он стал победителем чемпионата мира среди юниоров в Дуведе в парном могуле.
На чемпионате мира по фристайлу 2019 года в Парк-Сити швед занял девятое место в могуле и четвёртое в парном могуле. В конце марта 2019 года он вновь стал чемпионом Швеции в парном могуле. В сезоне 2019/20 годов он занял итоговое седьмое место на Кубке мира, трижды по итогам отдельных этапов поднимался на подиум.
На XXIV зимних Олимпийских играх 2022 года в Пекине Вальберг в первый день соревнований 5 февраля в личных соревнованиях мужского могула завоевал золотую олимпийскую медаль.
28 января 2023 года после 17 попаданий на подиум наконец впервые выиграл этап Кубка мира, победив в парном могуле в Канаде.
На чемпионате мира 2023 года завоевал серебро в параллельном могуле и бронзу в могуле.

## Результаты на крупнейших соревнованиях

### Зимние Олимпийские игры
| Олимпийские игры | Могул |
| ---------------- | ----- |
| 2018 Пхёнчхан    | 21    |
| 2022 Пекин       | 1     |

### Чемпионаты мира
| Чемпионат мира     | Могул | Параллельный могул |
| ------------------ | ----- | ------------------ |
| 2017 Сьерра-Невада | 29    | 44                 |
| 2019 Парк-Сити     | 4     | 9                  |
| 2023 Бакуриани     | 3     | 2                  |